# Ngựa Norman Cob

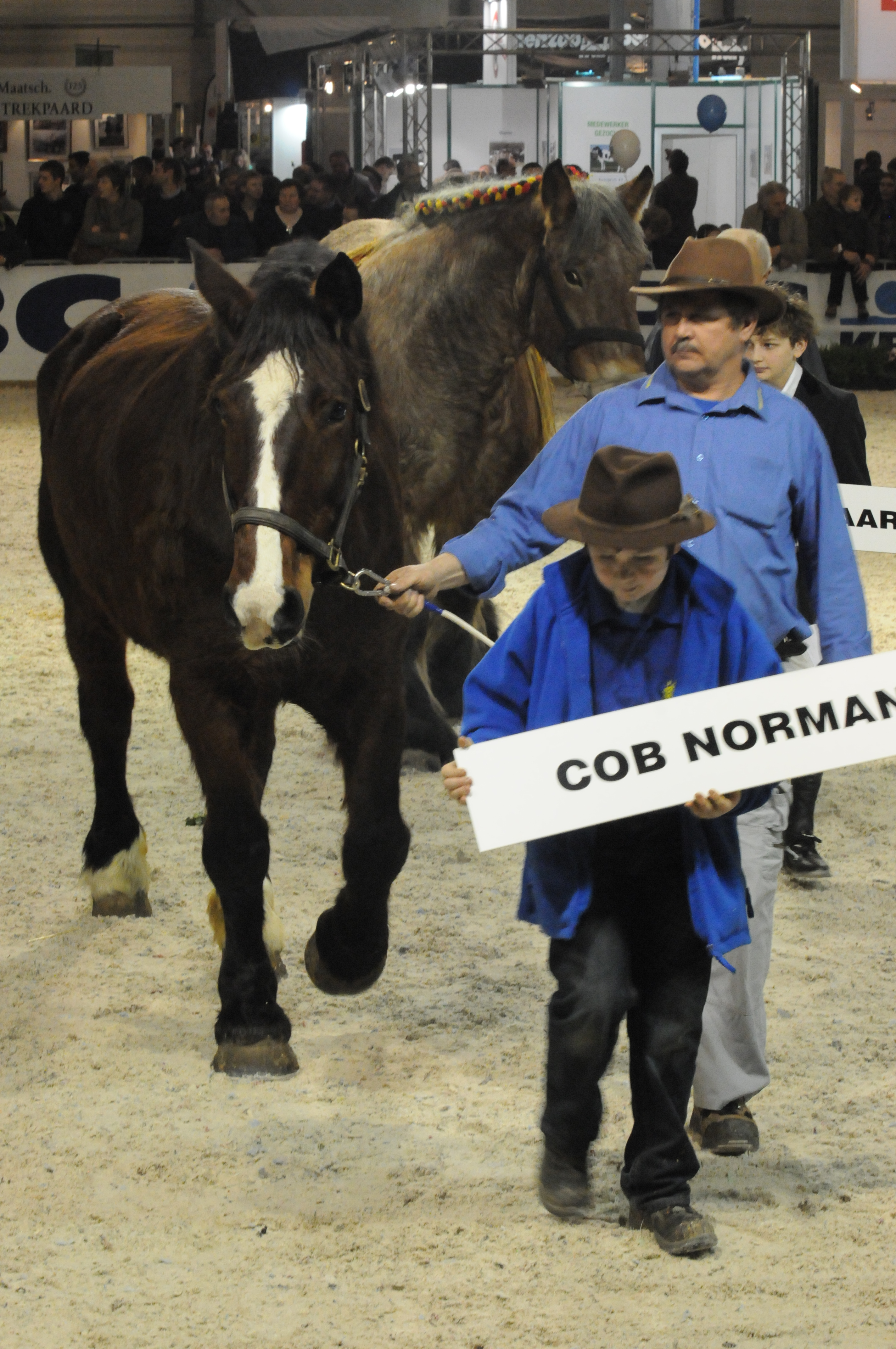
Một con ngựa Cob Normand tại một cuộc triển lãm

Ngựa Norman Cob hoặc Ngựa Cob Normand là một giống ngựa nhẹ ngựa kéo xe có nguồn gốc ở các tỉnh Normandy ở miền bắc nước Pháp. Nó là một con ngựa tầm trung, với một các chiều cao và trọng lượng, do chọn lọc sinh sản cho một loạt các sử dụng. Cấu tạo của nó là tương tự như một con Ngựa Thuần Chủng mạnh mẽ, và nó gần giống con Ngựa Thuần Chủng hơn ngựa lùn giống khác của Pháp.
Loài ngựa này được biết đến với tính năng động của nó. Màu sắc được chấp nhận bởi các cơ quan đăng ký giống như hạt dẻ, màu nâu. Có ba thể loại con trong giống ngựa được sử dụng để kéo yên xe, sử dụng trong khai thác và ngựa cho sản xuất thịt ngựa. Chúng được phổ biến cho kéo xe thể thao và thi đấu, đại diện cho Pháp trong thời kỳ sau và cũng được sử dụng cho một số môn cưỡi ngựa.

## Tổng quan
Vùng Normandy của nước Pháp nổi tiếng với những giống ngựa của mình, sau khi cũng sản xuất các con ngựa Percheron và ngựa kéo xe Pháp Trotter. Ngựa nhỏ là những con ngựa ban đầu trong khu vực, và lai với các loại khác, cuối cùng tạo ra các con ngựa ngựa Carrossier Normand, tổ tiên trực tiếp của Norman Cob. Mặc dù được biết đến như một trong những tốt nhất các giống ngựa kéo xe ngựa có sẵn trong đầu thế kỷ 20, các con Carrossier Normand bị tuyệt chủng sau sự ra đời của ô tô, đã được sử dụng để phát triển các Trotter Pháp, ngựa Anglo-Norman và Norman Cob. Ở quê nhà của nó, là Norman Cob được sử dụng rộng rãi cho nông nghiệp, thậm chí nhiều hơn so với các con ngựa Percheron và vào năm 1950, các sách chỉ nuôi ngựa đầu tiên được tạo ra cho giống ngựa này.
Sự ra đời của cơ giới đe dọa tất cả các dự giống Pháp, và trong khi nhiều ngựa lùn các nhà lai tạo biến sản xuất của nó đối với các thị trường thịt ngựa, Norman Cob lai tạo thay vì lai với con ngựa của nó với Ngựa Thuần Chủng, để đóng góp vào sự non trẻ của ngựa Selle Francais giống, bây giờ là con ngựa yên quốc gia Pháp. Điều này cho phép ngựa Norman Cob vẫn còn tương đối giống nhau thông qua nhiều thập kỷ, trong khi ngựa lùn các giống ngựa khác đã phát triển nặng hơn và chậm hơn do lựa chọn để lấy thịt. Giữa những năm 1970 và 1990, các sách chỉ nuôi ngựa qua một số thay đổi, và trong những năm 1980, các nghiên cứu di truyền đã được thực hiện cho thấy các giống ngựa bị cận huyết và trôi dạt về di truyền. Những người đam mê giống ngựa làm việc để phát triển các tiêu chí lựa chọn mới cho giống, và số dân số hiện nay là tương đối ổn định. Hôm nay, Norman Cob chủ yếu được tìm thấy trong các vùng của Manche, Calvados và Orne.

## Đặc điểm
Ngựa Norman Cob là một giống ngựa cỡ vừa, chiều cao khi đứng từ 62,25 inch (158 cm) và 16,3 67.5 inches (171 cm) và nặng 550–900 kg (1.210 đến 1.980 lb). Các biến lớn về chiều cao và trọng lượng được giải thích bằng cách lựa chọn cho một loạt các mục đích sử dụng trong giống. Ngựa Norman Cob là thanh lịch và gần gũi hơn để làm loại một Ngựa Thuần Chủng lai hơn ngựa lùn Pháp thuộc giống khác, kết cấu của nó là tương tự như một con Ngựa Thuần Chủng mạnh mẽ. Đầu chúng cân đối và tương tự như của ngựa Selle Francais, với xóa lỗ mũi mở rộng, tai nhỏ, Cổ dày, cơ bắp và có độ cong. Các bờm của chúng đôi khi võng. Các vai rất rộng và góc cạnh, ngực sâu. Cơ thể nhỏ gọn và chắc nịch, với hình dạng như một đoạn ngắn nhưng mạnh mẽ. 

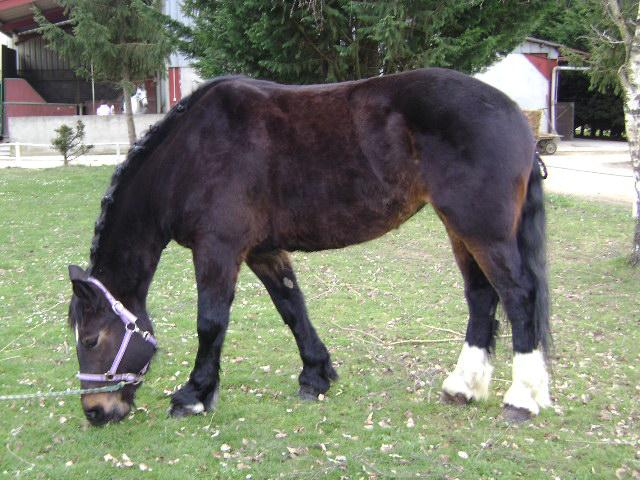
Tổng thể một con ngựa Cob normand

Các chân sau của chúng có lực rất mạnh, mặc dù không múp như giống ngựa lùn nặng và đầy mông cơ. Các chân của chúng ngắn, cơ bắp và mạnh mẽ, với xương dày, nhưng khối lượng nhỏ hơn so với hầu hết các ngựa lùn giống. Bàn chân tròn, rộng và vững chắc. Màu sắc được chấp nhận bởi như hạt dẻ và nâu với những mảng màu trắng là phổ biến nhất. Chúng được biết đến như là giống ngựa điềm tĩnh, ngựa sẵn sàng với cá tính mạnh mẽ. Ngựa Thuần Chủng là tổ tiên của giống ngựa này cung cấp cho nó năng lượng tràn trề và khỏe như lực sĩ, và làm cho nó trưởng thành nhanh hơn so với ngựa lùn các giống ngựa khác. Nó thể hiện sức chịu đựng tuyệt vời khi cưỡi, và tương đối khỏe mạnh, dễ chấp nhận sinh hoạt ngoài trời và thay đổi khí hậu khi trái gió trở trời.
Theo truyền thống, Norman Cob là giống đuôi cộc, một thực tế mà vẫn tiếp tục cho đến tháng 1 năm 1996, khi thực hành nhân giống ngựa đã trở thành bất hợp pháp ở nước Pháp. Ngựa có thể được tự động đăng ký khi có ít nhất 87,5 phần trăm của tổ tiên của nó (bảy trong số tám) đã được đăng ký. Ngựa giống thuần chủng có thể không được phối giống nhiều hơn 70 lần mỗi năm. Ngựa non được sản xuất thông qua thụ tinh nhân tạo và chuyển phôi có thể được đăng ký, nhưng con ngựa nhân bản vô tính có thể không được. Nói chung, các nhà lai tạo giống để sản xuất con ngựa tốt và năng khiếu cho các yêu cầu về kéo xe, trong khi vẫn giữ cấu mà làm cho Norman Cob một trong chín giống ngựa lùn ở Pháp.

## Lịch sử

### Hình thành
Ngựa Norman Cob đến từ khu vực Normandy của Pháp, một khu vực được gọi để làm giống con ngựa của mình. Normandy cũng là quê hương của hai giống khác, các ngựa Percheron và Trotter Pháp. Cả hai giống này là nổi tiếng hơn so với Norman Cob, mặc dù sau này là phổ biến trong khu vực nhà của mình. Cái tên Cob hay "bắp" xuất phát từ tiếng Anh và Welsh, với việc bổ sung "Norman" để chỉ dẫn các khu vực mà nó có nguồn gốc ra đời. Mặc dù thường được coi là một thành viên của nhóm ngựa ngựa lùn, Norman Cob là đặc biệt trong ngựa lùn giống Pháp. Nó đã được sử dụng gần như dành riêng cho việc sản xuất của con ngựa thể thao, và đã không được sử dụng rộng rãi để sản xuất thịt, không giống như nhiều ngựa lùn giống khác của Pháp. Điều này có nghĩa rằng cấu tạo của nó vẫn tương đối không thay đổi, hay khi được nuôi với mục đích trọng lượng nặng hơn cho việc làm thịt.
Những con ngựa ban đầu ở Normandy và Brittany là con ngựa nhỏ gọi là "chậu vệ sinh", du nhập của người Celt. Người La Mã Lai những con ngựa với ngựa cái lớn hơn, và bắt đầu từ thế kỷ thứ 10, những " ngựa Norman " được mong muốn trên khắp châu Âu. Trong thế kỷ thứ 16, Norman con ngựa đã được biết đến là nặng và mạnh mẽ, có thể kéo dài khoảng cách, và được sử dụng để kéo pháo. Ngựa Bắc Phi Barb và máu ngựa Ả rập đã được bổ sung trong thời gian trị vì của vua Louis XIV. Ngựa Norman Cob là hậu duệ của con ngựa Norman này, được gọi là Carrossier Normand. Nó cũng chịu ảnh hưởng bởi lai với các giống ngựa khác bao gồm các con ngựa Mecklenburger, con ngựa Gelderland và ngựa Đan Mạch. Vào năm 1840, các Carrossier Normand đã trở nên tinh tế hơn, do lai với ngựa nhập khẩu của Anh Norfolk Trotters, cũng như tăng trưởng tốt hơn, tràn đây năng lượng, sang trọng.
Các Sở nuôi ngựa giống Quốc gia de Saint-Lo (National Stud của Saint-Lo) được thành lập vào năm 1806 bởi Napoleon. Stud này và các Sở nuôi ngựa giống du Pin (Stud Pin) đã trở thành trung tâm sản xuất chính cho các con Carrossier Normand. Các con lai ngựa Norman thuần chủng sản xuất được chia thành hai nhóm. Việc đầu tiên là ngựa kỵ binh nhẹ hơn, và lần thứ hai là con ngựa nặng hơn, được gọi là "cơ bắp" được sử dụng cho ngựa lùn làm việc trong khu vực Vào thời điểm này, không có đăng ký giống hoặc sách chỉ nuôi ngựa, thay vào đó, chọn giống đã được thực hiện bởi nông dân đã thử nghiệm khả năng của ngựa trẻ để chọn con giống.

### Thế kỷ 20
Lúc đầu của thế kỷ 20, các Carrossier Normand được coi là những con ngựa vận chuyển tốt nhất. Sự xuất hiện của xe ô tô, và sự suy giảm tương ứng về nhu cầu cho ngựa vận chuyển, trùng hợp với một sự chia rẽ trong các giống ngựa. Một sự phân biệt giữa ngựa nhanh hơn trong các giống, sử dụng cho các môn thể thao, và ngựa lớn hơn, được sử dụng cho công việc nông nghiệp. Những con ngựa nhẹ cuối cùng trở thành Trotter Pháp (đối với việc kéo xe) và ngựa Anglo-Norman (để cưỡi và kỵ binh), trong khi những con ngựa nặng trở thành Norman Cob.
Năm 1912, khi quần thể ngựa Pháp đã ở mức cao nhất, đã có 422 ngựa giống đăng ký tại stud Saint-Lo, chủ yếu là ngựa bắp và ngựa chạy lúp xúp. Khi những nhóm ngựa Carrossier Normand đã bị tuyệt chủng vào những năm 1920, chăn nuôi tập trung vào hai loại còn lại, với Norman Cob tiếp tục được sử dụng cho nông nghiệp và ngựa Anglo-Norman đang được sử dụng để tạo ra các con ngựa Selle Francais, con ngựa thể thao của quốc gia Pháp. 

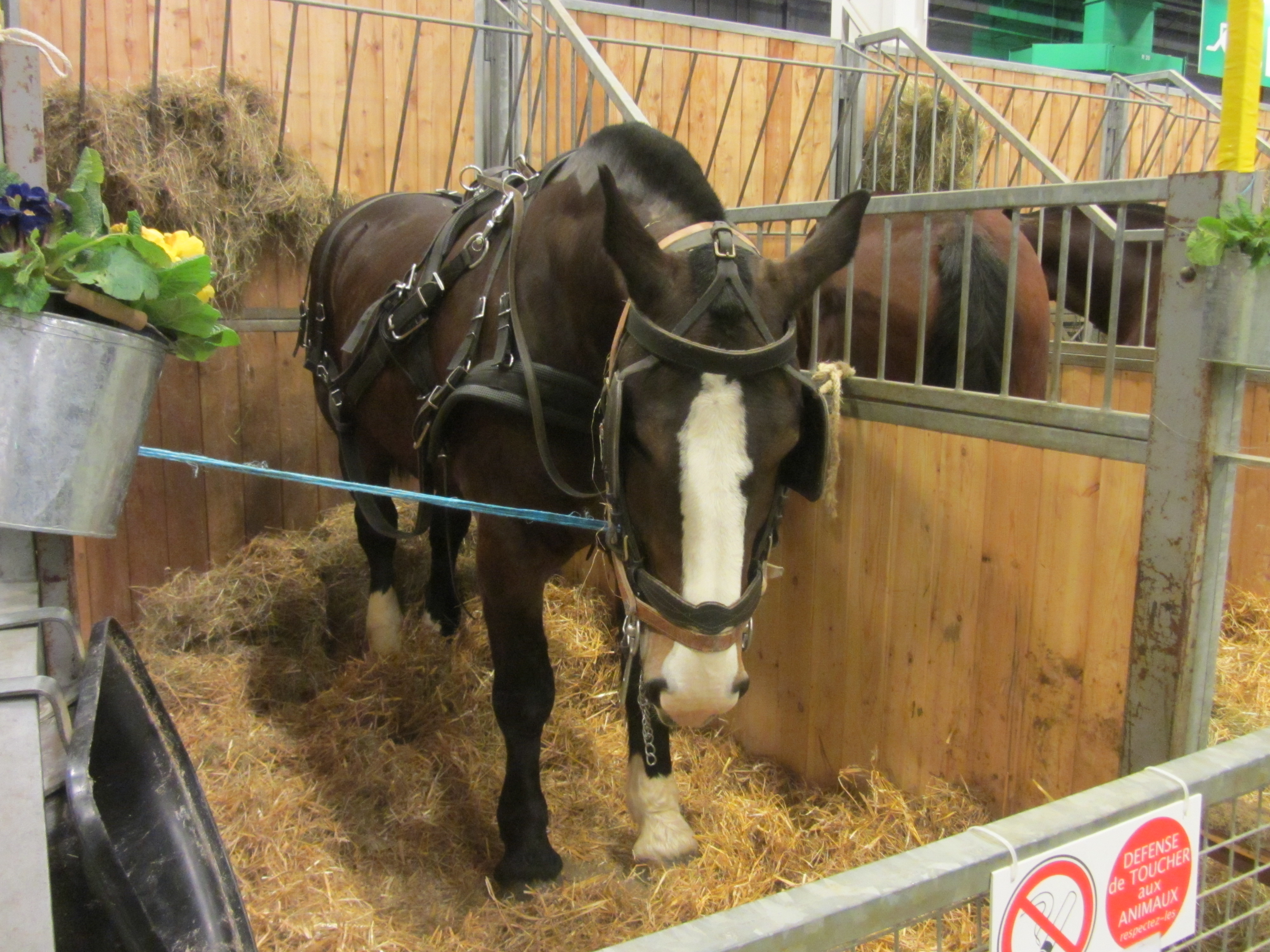

Ở các vùng của Saint-Lo và Cotentin, Norman Cob đã lan rộng trong sử dụng nông nghiệp đến năm 1950, và dân số tiếp tục tăng trong nửa đầu của thế kỷ 20, thậm chí thông qua việc chiếm đóng trong Thế chiến II. Ngay cả Percheron, được quốc tế công nhận là ngựa kéo xe Norman, không phải là phổ biến ở quê hương của giống ngựa Norman Cob. Năm 1945, ngựa giống Norman Cob chiếm 40% của những con ngựa nhập ngũ, và trong năm 1950, một sách chỉ nuôi ngựa đã được tạo ra cho giống ngựa này.
Giống như tất cả các dự giống Pháp, Norman Cob bị đe dọa bởi sự ra đời của cơ giới hóa trong nông nghiệp. Các lựa chọn duy nhất để nhiều nhà lai tạo là để chuyển hướng sản xuất sang các thị trường thịt ngựa. Tuy nhiên, Norman Cob tránh được điều này, thông qua những nỗ lực của Laurens St. Martin, người đứng đầu của stud Saint-Lo trong năm 1944 và các nhà phát triển của Selle Francais.
Ông ta bắt đầu lai Ngựa Thuần Chủng giống với ngựa cái Norman Cob để cho ra ngựa Selle Francais, và sự thành công của chương trình này cho phép một sự định hướng của chương trình nhân giống Cob. Mặc dù số lượng này tiếp tục giảm cho đến năm 1995, các đặc tính vật lý của giống ngựa này vẫn nhiều như nhau, không phát triển nặng hơn và chậm hơn là rất nhiều các ngựa lùn giống Pháp đã do chăn nuôi để sản xuất thịt. Ngay cả ngày hôm nay, một số Selle Francais từ dòng máu Norman tương tự như Norman Cob đã xuất hiện. 

### Trước 2000
Ngựa Norman Cob hiện đại là hơi nặng hơn là trong những năm đầu thế kỷ 20, do ngựa nhẹ của giống ngựa được hấp thu vào giống Selle Francais. Năm 1976, Stud Quốc tại Saint-Lo đã có 186 con ngựa giống, trong đó có 60 con Norman Cob. Trong cùng năm đó, các tổ chức đăng ký giống được tổ chức lại, và Norman Cob đặt trong danh mục ngựa lùn. Việc tổ chức lại các đăng ký giống giúp phục hồi năng lực chăn nuôi Norman Cob và để mang lại sự chú ý đến nguy cơ tuyệt chủng của giống ngựa này.
Năm 1980, các quốc gia De la recherche agronomique và agronomique thực hiện phân tích nhân khẩu và di truyền của giống bị đe dọa của ngựa ở Pháp. Trong năm 1982, các nhà nghiên cứu kết luận rằng Norman Cob đã được các giống lai cùng và bị trôi dạt di truyền từ dân số ban đầu của nó. Việc tăng độ tuổi trung bình của Norman Cob lai tạo cũng làm cho tình hình của giống ngựa này bấp bênh. Những người đam mê làm việc định hướng lại giống theo hướng kéo xe và vui chơi giải trí theo đuổi và từ năm 1982 đã một lần nữa được tổ chức lại các hiệp hội giống.
Năm 1992, một sách chỉ nuôi ngựa mới được tạo ra cho các giống ngựa, với tiêu chí lựa chọn mới được thiết kế để bảo vệ chất lượng của giống ngựa này, đặc biệt là di truyền của nó. Các phiên bản mới nhất của đăng ký giống và sách chỉ nuôi ngựa được kiểm soát bởi các Syndicat quốc gia des éleveurs et de utilisateurs chevaux Cob Normand (SNEUCCN, Liên minh Quốc gia của nông dân và các thành viên của Ngựa Cob Normandy), có trụ sở tại Tessy-sur-Vire. Hiệp hội hoạt động để bảo tồn và phát huy các giống ngựa trên toàn nước Pháp, đặc biệt tập trung vào Normandy, Vendee và Anjou. Năm 1994, Normandy chứa 2000 Percheron và Norman Cob ngựa, và hàng năm nuôi khoảng 600 ngựa con của hai giống này. Điều này bao gồm khoảng một nửa trong số các con Norman lai tạo ở Pháp.

### Ngày nay
Ngày nay, Norman Cob chủ yếu được tìm thấy trong các khu vực của Manche, Calvados và Orne, mà hình thành các khu vực nơi mà các loài này được phát triển ban đầu. Các khu vực của Saint-Lo, trong đó đứng đầu trong việc sản xuất của Norman Cob, đại diện cho 35 phần trăm sinh mới. Ngựa Norman Cob cũng có mặt trên khắp các Sở nuôi ngựa giống de la Vendee (Stud ở Vendee), đại diện cho 25 phần trăm ngựa non được sinh ra. Trong năm 2004, đã có hơn 600 nhà nhân giống Pháp của ngựa Norman Cob, và trong năm 2005, có 914 con ngựa cái Norman Cob được phối giống với 65 ngựa giống ghi nhận là hoạt động tại Pháp.
Trong những năm gần đây, số lượng các Norman Cob vẫn tương đối ổn định. Trong năm 2011, đã có 319 ca sinh Norman Cob ở Pháp, và số ngựa non sinh ra hàng năm giữa năm 1992 và 2010 dao động trong khoảng 385 và 585 con. Ngựa Norman Cob là bắt đầu được xuất khẩu sang các nước khác, đặc biệt là Bỉ. Ở đất nước này, một số được nuôi thuần khiết, trong khi những con khác đang lai với ngựa Ardennes để cải thiện. Khoảng 15 con ngựa được xuất khẩu hàng năm, đi du lịch đến Bỉ, Đức, Thụy Sĩ và Ý cho giải trí, khai thác gỗ và sử dụng trong nông nghiệp. 

## Sử dụng

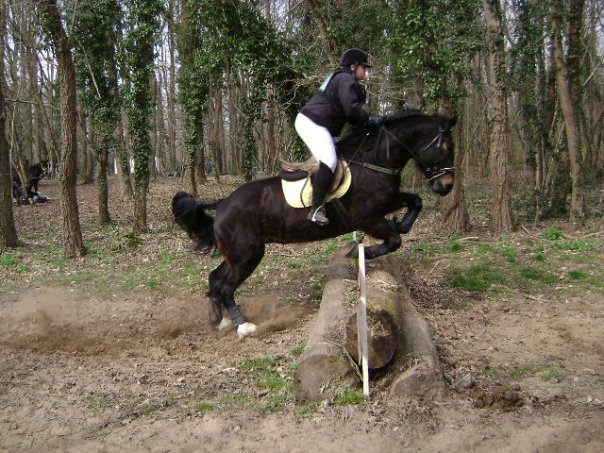
Ngựa đang phi qua cây đổ

Là một giống ngựa đa mục đích, Norman Cob trước đây được sử dụng bất cứ nơi nào có nhu cầu. Nó đã được sử dụng trong một loạt các mục đích nông nghiệp và các công việc của nông dân, và đã được sử dụng bởi quân đội để kéo pháo. Các dịch vụ bưu chính được sử dụng nó để làm ngựa đưa thư, liên lạc, chở các bưu tá viên, ngựa thám mã ở các trạm ngựa.
Giống như khoái mã ở phương Đông mà nó có khả năng làm ở một con ngựa kéo nhanh trên những con đường xấu cho khoảng cách dài. Nhân viên bưu tá giá cao những giống cho tham vọng của mình để giữ bình tĩnh, chở văn phòng phẩm. Do việc hiện đại hóa nông nghiệp và giao thông vận tải, hiện nay nó được sử dụng rất ít trong các khu vực này. Loài ngựa này là phổ biến cho kéo xe thể thao và thi đấu cạnh tranh, lĩnh vực mà nó rất thích hợp với tính khí của mình.
Ngựa Norman Cob và loại nhẹ hơn của Boulonnais là đặc biệt bị ảnh hưởng bởi tính khí bình tĩnh và sẵn sàng để làm chủ động kỹ thuật làm cho nó trở thành một đối thủ cạnh tranh tuyệt vời và trong năm 2011, hơn một phần ba những con ngựa biểu diễn tại giải vô địch Pháp kéo xe là Norman Cob. Nhiều Norman Cob đại diện cho nước Pháp trong việc thúc đẩy sự kiện ở cấp quốc tế. Ngựa Norman Cob cũng được sử dụng để cưỡi, và có thể được sử dụng cho hầu hết các môn cưỡi ngựa.
Tay đua già thường đánh giá cao tính khí bình tĩnh của giống ngựa này. Những con ngựa nhẹ hơn có thể dùng để cưỡi đi săn. Giống lai giữa Norman Cob và Ngựa Thuần Chủng tiếp tục được thực hiện để tạo ra những con ngựa yên xe, nói chung với 25-50 phần trăm máu Cob. Một Norman Cob được phối giống cho thị trường thịt ngựa. Loài ngựa này đôi khi được ưa thích bởi thịt vì trọng lượng thịt nhẹ hơn và tăng trưởng lợi nhuận hơn Ngựa Thuần Chủng, trong khi đồng thời giữ lại thịt tương tự trong hương vị như Ngựa Thuần Chủng. 